# أرتور نايفونوف
أرتور نايفونوف (مواليد 10 مايو 1997) هو لاعب مصارعة حرة روسي، حصل على الميدالية البرونزية في وزن 86 كج في أولمبياد 2020.

## وصلات خارجية
- أرتور نايفونوف على موقع قاعدة بيانات المصارعة الدولية (الإنجليزية)
- أرتور نايفونوف على موقع أوليمبيديا (الإنجليزية)